# Low Tide
Pour plus de détails, voir Fiche technique et Distribution.
Low Tide (italien : Bassa marea) est un film américano-italien réalisé par Roberto Minervini, sorti en 2012.
C'est le second volet de la  « trilogie texane » de Roberto Minervini, qui comprend The Passage de 2011 ainsi que Le Cœur battant (Stop the Pounding Heart) de 2013.

## Synopsis
Un garçon de douze ans vit avec sa mère, une femme seule. Il doit s'occuper non seulement des affaires domestiques, mais également de sa propre mère. Celle-ci travaille comme aide-soignante dans une maison de retraite, et fréquente des amis qu'elle ramène parfois à la maison. De fait, la mère et son fils mènent des vies séparées et le garçon passe ses journées seul.

## Fiche technique
- Titre anglais : Low Tide
- Titre italien : Bassa marea
- Réalisation : Roberto Minervini
- Scénario : Roberto Minervini
- Direction artistique : Lorena Garcia et Roberto Minervini
- Photographie : Diego Romero
- Montage : Marie-Hélène Dozo
- Pays d'origine : États-Unis - Italie
- Format : Couleurs - 35 mm
- Genre : drame
- Durée : 92 minutes
- Date de sortie :
  -  Italie : 2 septembre 2012 (Mostra de Venise 2012)

## Distribution
- Daniel Blanchard : le garçon
- Melissa McKinney : la mère
- Vernon Wilbanks : Vernon
- Colby Trichell : Bull Rider
- Andy : Trailer park man
- Sid Kelton : le pette-ami de la mère / Party Person
- Mercedes Rutgers : l'infirmière
- Troy Herron : le patient
- James King : Bingo Player
- Susan King : Bingo Player
- Peter Matthews : Bingo Player
- Jamie Wilbon : Bingo Player
- Lou Riley : Bingo Player
- Maria Gomez : Supermarket Clerk

## Distinction

### Sélection
- Mostra de Venise 2012 : sélection en section Orizzonti